# 마음의 저편
《마음의 저편》(영어: One from the Heart)은 미국에서 제작된 프랜시스 포드 코폴라 감독의 1982년 뮤지컬 로맨틱 드라마 영화이다. 프레더릭 포러스트, 테리 가 등이 출연하였고, 그레이 프레더릭슨 등이 제작에 참여하였다. 출시명은 원 프롬 더 하트이다.

## 줄거리
독립기념일에 교제 5주년을 맞이한 라스베이거스 커플 행크와 프래니는 말다툼 끝에 헤어지고 그날 바로 각자 다른 사람과 엮인다. 그러나 다음 날 행크는 결별을 후회하고 프래니를 찾아 나선다.

## 출연진
- 프레더릭 포러스트
- 테리 가
- 라울 훌리아
- 나스타샤 킨스키
- 레이니 커잰
- 해리 딘 스탠턴
- 앨런 가필드
- 리베카 더모네이
- 이탈리아 코폴라
- 카마인 코폴라
- 모니카 스카티니
- 로런스 피시번 (삭제 장면)

## 기타 제작진
- 공동 제작: 아미언 번스틴
- 협력 제작: 모나 스케이거
- 배역: 제니퍼 셜
- 미술: 딘 태벌레리스
- 의상: 루스 몰리

## 같이 보기
- 뉴 할리우드